# ニック・ベスト
ニック・ベスト（1968年11月3日生まれ）は、プロのアメリカ人ストロングマン競技選手で、パワーリフティングの世界チャンピオンである。

## パワーリフティング
ベストはファーマーズウォーク125kg、75mで、47.3秒のタイムで、国際ストレングスアスリート連盟の世界記録を保持している。

## ストロングマン
彼は2010年の全米ストロングマン・チャレンジで優勝し、自身のキャリアで最高の勝利を収めた。この優勝により、2010年のアーノルド・ストロングマン・クラシックの出場権を獲得し、同コンテストでは総合9位で競技を終えた。
彼は2010年の全米ストロングマン・チャレンジで優勝し、自身のキャリアで最高の勝利を収めた。この優勝により、2010年のアーノルド・ストロングマン・クラシックの出場権を獲得し、同コンテストでは総合9位で競技を終えた。
2010年には世界最強の男(2010 World's Strongest Man)に初出場し、決勝に進出して総合6位でフィニッシュした。
ベストは2010年12月17日に開催されたストロングマン・スーパーシリーズ・スウェディッシュ・グランプリで、ブライアン・ショーに次ぐ2位に付けた。
1月30日に行われた2011年全米ストロングマン・チャレンジでは2位となって2011年アーノルド・ストロングマン・クラシックに招待され、同大会では7位となった
2011年の世界最強の男にも出場したが、決勝進出は叶わなかった。ベストは2012年の全米ストロングマン・チャレンジにも出場し、総合3位で競技を終えた。
ベストは2012年3月17日にオーストラリアのメルボルンで開かれた大会、ジャイアンツ・ライブで、マイク・ジェンキンスに次ぐ2位に入賞した。
彼はマイク・ジェンキンスと共に、ヒップリフトの大会で1150kg（2535.3ポンド）を持ち上げて世界記録を樹立した。この順位により、ニックは2012年の世界最強の男の出場権を獲得し、3位で試合を終え、決勝進出は逃した。ヒストリーのチャンネルで放送のテレビシリーズ『ザ・ストロンゲスト・マン・イン・ヒストリー』では、ベストはそれまでの自身の記録を打ち破り、1266kg（2791ポンド）を持ち上げた。
彼は2012年7月5日から8日にかけてカナダのオンタリオ州ワーウィックで開催された第1回SCL北米選手権に出場し、総合3位となった。
ベストは、2013年にオーストラリアのメルボルンで開催されたジャイアンツ・ライブ・オーストラリア・グランプリで、優勝したデレク・パウンドストーンに次ぐ2位に入賞した。
この順位により、ニックは2013年の世界最強の男の出場権を獲得した。